# 圆叶刺轴榈
圆叶刺轴榈（学名：Licuala grandis）为棕榈科刺轴榈属下的一个种。

## 扩展阅读
- 維基物種上的相關：圆叶刺轴榈